# Mellénybe dugott kéz

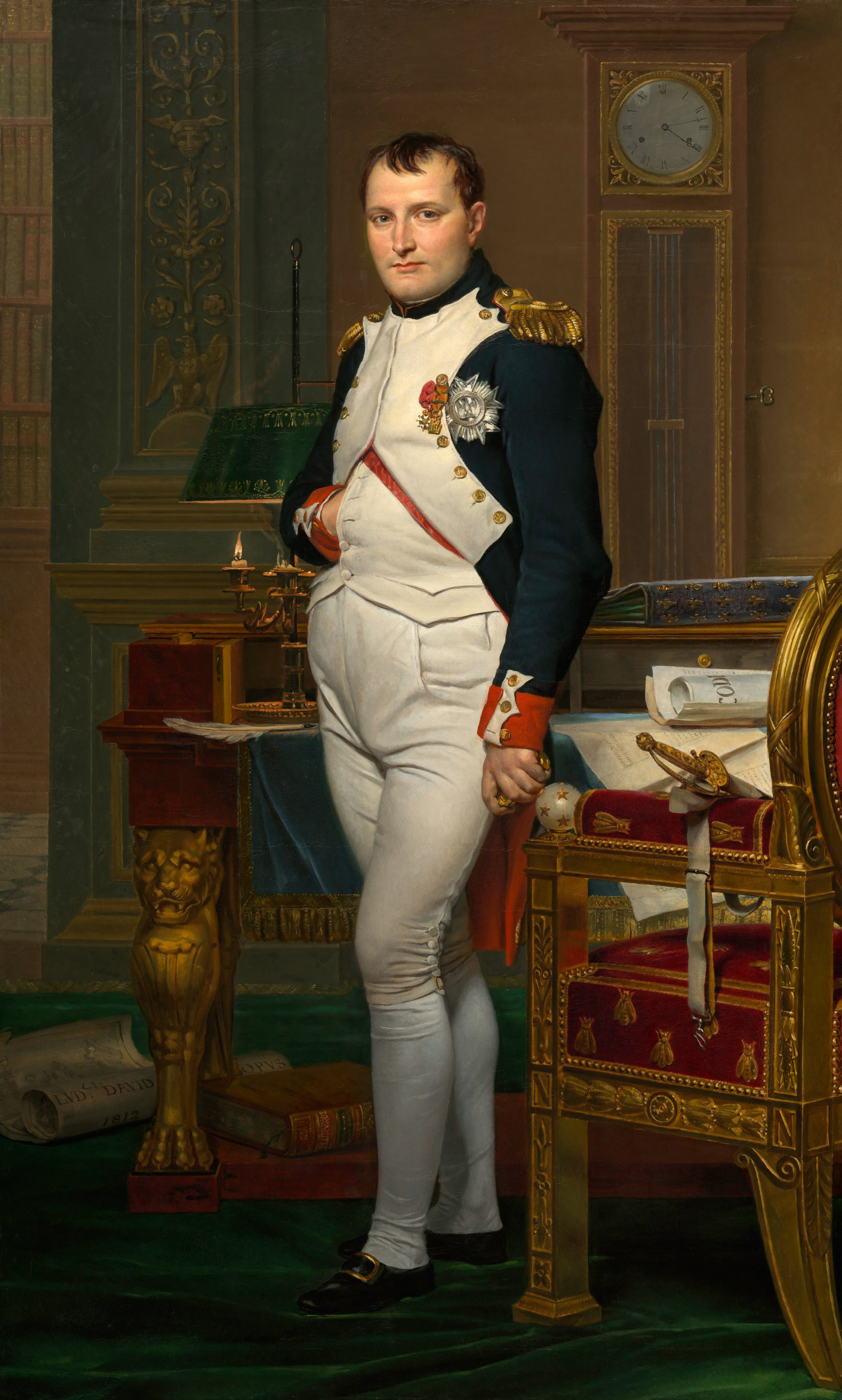
Jacques-Louis David 1812-ben készült festménye I. Napóleon francia császárról (1769–1821). Az alkotás a mellénybe dugott kéz gesztusának egyik leghíresebb példája

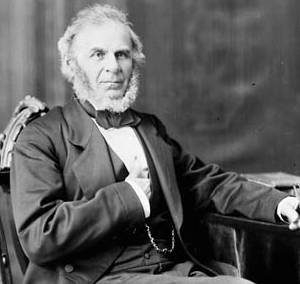
William James Topley 1874 áprilisában készült fényképe Jean-Baptiste Pouliot (1816–1888) kanadai politikusról

A mellénybe dugott kéz (angolul: hand-in-waistcoat, jelentése ’kéz a mellényben’) a kézgesztusok egyik fajtája, amely a 18., valamint a 19. század folyamán volt a legjobban elterjedve a férfiak portréfestészetében. A kéz ezen mozdulata a legnépszerűbb magyarázat szerint a férfias bátorságot és szerénységet; a visszafogottságot, illetve a hatalmat is jelképezheti. A gesztus eredete valószínűleg egészen a klasszikus időkig nyúlik vissza, hiszen Aiszkhinész (i. e. 389 – i. e. 314) athéni szónok és politikus, egy szónoklattani iskola alapítója vetette fel egyik jelentős oratóriumi munkájában, hogy aki úgy mondott egy beszédet, hogy az egyik karját kivette a saját tógájából, azt a személyt neveletlennek és durvának tartották. A gesztus maga a begombolt mellény vagy kabát bal szárnya alá bedugott jobb kézfejet jelenti. François Nivelon 1738-ban megjelent Az előkelő viselkedés könyve címet viselő munkájában a szerző így írja le ezt a pozitúrát: „az elrejtett kéz a jó neveltetés, a férfias bátorság és szerénység egyértelmű jele”.
A mellénybe dugott kéz mozdulatának valószínűleg legelterjedtebb és legismertebb ábrázolása Jacques-Louis David (1748–1825) francia festő I. Bonaparte Napóleon császárt megfestő, Napóleon a dolgozószobájában a Tuileriáknál címet viselő 1812-ben befejezett alkotása. A mű miatt a császárt gyakran azonosítják ezzel a gesztussal. A festmény az uralkodót ábrázolja, amint fölfelé mutató hüvelykujjáig a mellénye nyílásába dugja a kezét. Napóleon gesztusára magyarázatul számos alaptalan elmélet vagy tréfa született meg. Ezek között a következők fordulnak elő: a császárnak gyomorfekélye volt; Napóleon óráját igazgatta; bőrbetegségben szenvedett; a zsebre dugott kéz mozdulat abban az időben illetlenségnek számított; az uralkodónak mellrákja volt; torz volt a keze; egy illatszeres zacskót rejtett el, amit magánál tartott, és időnként azt szagolgatta; simogatta magát; a festők nem szívesen festették meg alanyaik kezét.
Ennek ellenére a valóság az, hogy a mozdulat és annak jelentése már a 18. századtól jelen volt a művészet területén. Állítólag, amikor Napóleon megtekintette a róla készült alkotást, ezt mondta festőjének: „Látom, megértett, kedves Davidom.” – ebből is következtethető, hogy a mellénybe dugott kéz státusszimbólumként van jelen a festményen. A korabeli leírások tanúsága szerint ez a kézgesztus nem tartozott Napóleon gyakoribb mozdulatai közé, és a császár nem állt modellt a nevezetes képhez. David ugyanis emlékezetéből festett, és ő maga döntött a pozitúra mellett, de a mozdulat hírhedtté válása többek között azt a feltételezést is bizonyítja, hogy a festőművész pontosan tudta, hogy a pozíció a hatalmat jelképezi.